# Astrapephora
Astrapephora là một chi bướm đêm thuộc họ Geometridae.